# Alastair Campbell (4e baron Colgrain)
Pour les articles homonymes, voir Alastair Campbell et Campbell.
Alastair Colin Leckie Campbell (né le 16 septembre 1951) est un pair héréditaire britannique et membre conservateur de la Chambre des lords.

## Biographie
Il fait ses études au Collège d'Eton et au Trinity College de Cambridge (BA 1973) . Il est haut shérif du Kent de 2013 à 2014 et nommé lieutenant adjoint du Kent en 2017 .
Il est élu pour siéger à la Chambre lors d'une élection partielle de toute la Chambre en mars 2017, à la place de Lord Lyell décédé en janvier 2017 .